# Ramariopsis
Ramariopsis là một chi nấm thuộc họ Clavariaceae. Chi này phân bố rộng rãi và có 44 loài.

## Các loài
- R. agglutinata –
- R. alutacea –
- R. antillarum –
- R. asperulospora –
- R. asterella –
- R. aurantioolivacea –
- R. avellanea –
- R. avellaneo-inversa –
- R. bicolor –
- R. biformis –
- R. bizzozeriana –
- R. californica –
- R. cinnamomea –
- R. cinnamomipes –
- R. citrina –
- R. clavuligera –
- R. corniculata –
- R. costaricensis –
- R. cremicolor –
- R. crocea –
- R. curta –
- R. dealbata –
- R. depokensis –
- R. dichotoma –
- R. flavescens –
- R. fusiformis –
- R. helvola –
- R. hibernica –
- R. holmskjoldii –
- R. junquillea –
- R. kunzei –
- R. laeticolor –
- R. lentofragilis –
- R. lignicola –
- R. longipes –
- R. lorithamnus –
- R. luteoochracea –
- R. luteotenerrima –
- R. macropus –
- R. minutula –
- R. novahibernica –
- R. ovispora –
- R. pseudosubtilis –
- R. pulchella –
- R. ramarioides –
- R. rufipes –
- R. simplex –
- R. subarctica –
- R. subtilis –
- R. tenuicula –
- R. tenuiramosa –
- R. tortuosa –
- R. umbrinella –
- R. vestitipes